# Sympetrum commixtum
Sympetrum commixtum е вид водно конче от семейство Libellulidae. Видът не е застрашен от изчезване.

## Разпространение
Разпространен е в Бутан, Индия (Аруначал Прадеш, Джаму и Кашмир, Утар Прадеш, Утаракханд и Химачал Прадеш) и Непал.